# التهاب التأمور المضيق

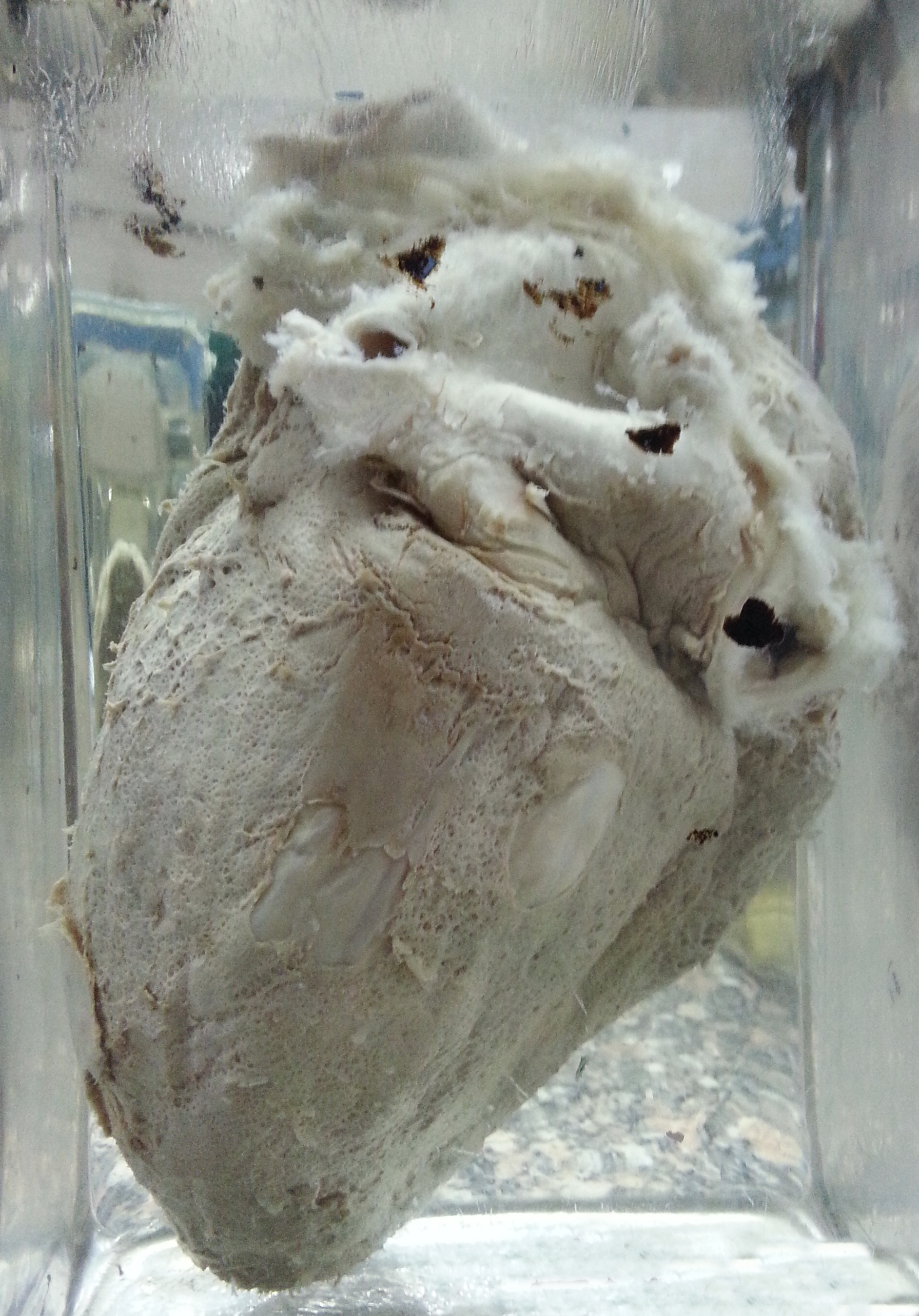
التهاب التأمور المضيق

التهاب التامور المضيق أو التِهاب التأمور المُضَيِّق (بالإنجليزية: Constrictive pericarditis)‏ هيَ حالة طِبية مَرضية تتميز بتليف التامور وَزيادة سُمكه، مما يُضعف عَمل القَلب ويُقلل من قدرته على العَمل بشكل طبيعي، وفي العديد من الحالات يَكون من الصعب تَشخيص المَرض، وبالتالي يَجب فَهم الأسباب المُتعلقة بالمَرض بشكلٍ جَيد.

## الأعراض
هُناك عِدة أعراض لالتهاب التأمور المُضيق، ومن أهمها: التَعب والإرهاق والضَعف العام وانتفاخ البَطن وَصعوبة التَنفس وتورم الساقين، ومن الحالات المُتعلقة بالالتهاب التامور المُضيق: التهاب التأمور البكتيري، والتهاب التامور بَعد الجلطة القلبية.

## الأسباب
يُعتبر سَبب حدوث التهاب التأمور المُضيق في الدول النامية مَجهول الأصل، وفي المناطق التي ينتشر بِها السل بشكل كبير، يُعتبر السل المُسبب لحالات التهاب التأمور المُضيق.

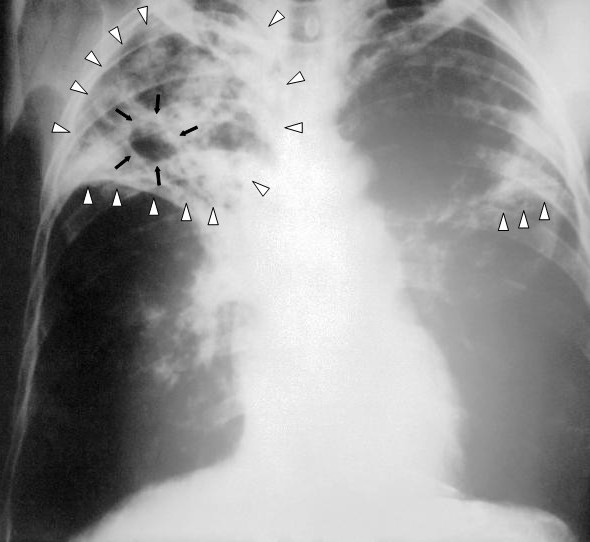
أشعة سينية لمرض السل

ومن أسباب حُدوث التهاب التأمور المُضيق ما يلي:
- السُل.[8]
- تصريف أو نزح غير مُكتمل لالتهاب التامور.[8]
- عدوى فطرية أو تطفلية.[8]
- التهاب التامور المزمن.[8]
- التهاب التامور بعد الفيروس.[8]
- بعد الجراحة.[8]
- يَتبع الجلطة القَلبية (متلازمة دريسلر).[8]
- يَرتبط بالأسبستوس الرئوي.[9]

## الفيزيولوجيا المرضية
تَحدث الفيزيولوجيا المرضية لالتهاب التأمور المُضيق نتيجةً لزيادة سُمك التامور وَتليه، حيثُ تُشكل قشرة غير مُكتملة حول القَلب، والتي بِدورها تَمنع القَلب من التمدد أثناء دُخول الدَم إليه، مما يُسبب اختلاف كبير في التَنفس وَفي تدفق الدَم داخل غُرف القَلب.

## التشخيص
في كثير من الأحيان ما يَكون القيام بتَشخيص الالتهاب المُضيق صَعب، وخاصةً أنَّ اعتلال عضلة القلب المقيد يَملتك مظاهر سريرة مُشابهة لالتهاب التأمور المُضيق، ويُعتبر التفريق بينهما في فردٍ مُعين مُعضلة تشخيصية.
من الأساليب المُستخدمة في التشخيص ما يلي:
- تصوير الصدر بالأشعة السينية: من الشائِع العثور على تكلس في التامور وَانصباب جنبي.[12]
- تخطيط صدى القلب: ويعتمد مبدأه على وجود تغييرات في حجم الغُرف القلبية.[12]
- التصوير بالرنين المغناطيسي وَالتصوير المقطعي المُحوسب: وهي مُفيدة في حالاتٍ مُحددة.[12]
- اختبار وجود هرمون القلب ببتيد ناتريوريتيك الدماغ (Brain natriuretic peptide) والذي يُوجد في اعتلال عضلة القلب المقيد وَلا يَتواجد في الالتهاب المُضيق.[13]
- القسطرة القلبية التقليدية.[14]
- الفحوصات الجَسدية، والتي من المُمكن أن تُساعد في اكتشاف المظاهر السريرة مِثل علامة كوسماول.[14]

## العلاج
يُعتبر استِئصال التامور العلاج النِهائي لمرض التهاب التأمور المُضيق، حيثُ يتم إزالة التامور بشكل كامل عن القَلب، وَيُعتبر استئصال التامور إجراء طِبي خَطير نوعاً ما، حيث يُملك مُعدل وفيات 6% فأعلى في مراكز العلاج الرئيسية.
في حالة التهاب التأمور المضيق المُستحث إشعاعياً، غالباً ما تَحصل نتائج سَيئة بعد عملية استئصال التامور، حيثُ يُصاب بعض المرض بقصور في عمل القلب.

## روابط خارجية
- سميسيث، أوتو؛ تندرا، ميكال (2008). قصور القلب الانبساطي. لندن: سبرينغر. ISBN:978-1-84628-890-6. مؤرشف من الأصل في 2020-02-20. اطلع عليه بتاريخ 2016-08-18.
- هويت، ب. د. (25 يونيو 2002). "إدارة انصباب وتضيق أمراض تامور القلب". سيركيوليشن. ج. 105 ع. 25: 2939–2942. DOI:10.1161/01.CIR.0000019421.07529.C5. مؤرشف من الأصل في 2017-07-23. اطلع عليه بتاريخ 2016-08-18.
- التهاب التامور المُضيق (Constrictive Pericarditis)، تم الإطلاع في 18 أغسطس 2016.